# Chiesa di Park Street
La Chiesa di Park Street, fondata nel 1804, è una storica e attiva chiesa evangelica congregazionale del centro di Boston, negli Stati Uniti. La chiesa è membro della Conservative Congregational Christian Conference (Conferenza Congregazionale Cristiana Conservatrice). I registri dei membri della chiesa sono privati, ma la congregazione conta oltre 1 200 membri. La chiesa si trova al 1 Park Street, all'angolo di Tremont Street.

## Storia
La Park Street Church è una tappa del Freedom Trail di Boston. La fondazione della chiesa risale al 1804, quando la "Religious Improvement Society" iniziò incontri settimanali con lezioni e preghiere. La società organizzò la chiesa il 27 febbraio 1809. Ventisei persone del luogo, per lo più ex membri dell'Old South Meeting House, volevano creare una chiesa con una teologia trinitaria ortodossa.
La pietra angolare della chiesa fu posata il 1º maggio 1809 e la costruzione fu completata entro la fine dell'anno, sotto la guida di Peter Banner (architetto), Benajah Young (capo muratore) e Solomon Willard (intagliatore di legno). Banner si ispirò a diversi manuali di modelli antichi e il suo progetto ricorda una chiesa londinese di Christopher Wren. Il campanile della chiesa di Park Street raggiunge i 66 metri e rimane un punto di riferimento visibile da diversi quartieri di Boston. La chiesa fu l'edificio più alto degli Stati Uniti dal 1810 al 1828. Per gran parte del primo XIX secolo, fu il primo punto di riferimento che i viaggiatori vedevano avvicinandosi a Boston.
La chiesa si trova accanto allo storico Granary Burying Ground ed era il sito del deposito di grano da cui prende il nome il cimitero. Il primo servizio di culto si tenne il 10 gennaio 1810. La chiesa divenne nota come "Brimstone Corner", in parte a causa del fervore missionario della sua predicazione, e in parte a causa dello stoccaggio di polvere da sparo durante la guerra del 1812.
La Chiesa di Park Street ha una forte tradizione di missioni, dottrina evangelica e applicazione delle Scritture alle questioni sociali, oltre a una lista notevole di primati. Edward Dorr Griffin (1770-1837) fu il primo pastore della Chiesa di Park Street e predicò una famosa serie di sermoni domenicali serali che attaccavano la Nuova Divinità. Nel 1816, la Chiesa di Park Street si unì alla Old South Church per formare la City Mission Society, una società di servizi sociali per aiutare i poveri delle città di Boston.
Nel 1826, Edward Beecher, fratello di Harriet Beecher Stowe e figlio di Lyman Beecher, un abolizionista di spicco, divenne pastore della chiesa. Il 4 luglio 1829, William Lloyd Garrison pronunciò il suo discorso alla Colonization Society a Park Street, facendo la sua prima importante dichiarazione pubblica contro la schiavitù. Dal 1829 al 1831, Lowell Mason, un noto compositore cristiano, fu maestro del coro e organista. La chiesa ospitò il debutto di "My Country, 'Tis of Thee", noto anche come "America", di Samuel Francis Smith il 4 luglio 1831.  Park Street ha anche avuto un ruolo nella fondazione della prima "Homeland" o Missione Americana alle Isole Sandwich (ora Hawaii), dove quella chiesa è ancora in piedi; lì iniziò la Handel and Haydn Society. Benjamin E. Bates, un industriale che fondò il Bates College nel Maine nel 1855, fu insegnante di scuola domenicale e frequentatore attivo di Park Street a metà del XIX secolo. Nel 1857-58, l'evangelista Charles Finney guidò un risveglio a Park Street che portò il pastore, Andrew Leete Stone, a vivere un risveglio spirituale.
Dal 1945 al 1948, Gleason Archer, un importante teologo inerrantista, fu pastore assistente della chiesa di Park Street. Suo padre, Gleason Archer Sr., fondatore della Suffolk University, fu presidente del Park Street Men's Club negli anni '20. Nel 1949, la prima crociata transcontinentale di metà secolo di Billy Graham ebbe inizio proprio alla chiesa di Park Street. Harold J. Ockenga, teologo di rilievo e co-artefice del movimento (neo)evangelico, fu pastore principale dal 1936 al 1969. In questo periodo, co-fondò il seminario teologico Gordon-Conwell con Billy Graham, il seminario teologico Fuller, la National Association of Evangelicals, l'organizzazione umanitaria War Relief (che in seguito divenne World Relief) e la pubblicazione cristiana Christianity Today.
Nel 1974, la chiesa costruì un edificio dei Ministeri della Chiesa al numero 1 di Park Street, accanto all'edificio principale. Progettato in stile architettonico modernista dallo studio Stahl/Bennett Associates, con struttura in cemento, pareti finestre e rivestimento in mattoni violacei, l'edificio viene descritto dalla Boston Preservation Alliance come segue: "L'ampliamento del Church Ministries Building della chiesa di Park Street rompe in modo drammatico con lo stile circostante, pur mantenendo una coerenza nei materiali. L'edificio si erge con ampie vetrate che si estendono lungo la sua stretta facciata, mentre il resto è rivestito di mattoni rossi di pregio. Il piano terra è vetrato e si affaccia sul Granary Burial Ground oltre l'edificio sul retro".
Negli anni '90, la chiesa acquistò gli edifici al 2 e 3 di Park Street dalla Houghton-Mifflin.